# Januar 1991
Portal Geschichte | Portal Biografien | Aktuelle Ereignisse | Jahreskalender | Tagesartikel

◄ |
19. Jahrhundert |
20. Jahrhundert
| 21. Jahrhundert

◄ |
1960er |
1970er |
1980er |
1990er
| 2000er | 2010er | 2020er | ►

◄ |
1987 |
1988 |
1989 |
1990 |
1991
| 1992 | 1993 | 1994 | 1995 | ►

◄ |
Oktober 1990 |
November 1990 |
Dezember 1990 |
Januar 1991 |
Februar 1991 |
März 1991 |
April 1991 |
►
Dieser Artikel behandelt aktuelle Nachrichten und Ereignisse im Januar 1991.

## Tagesgeschehen

### Dienstag, 1. Januar 1991

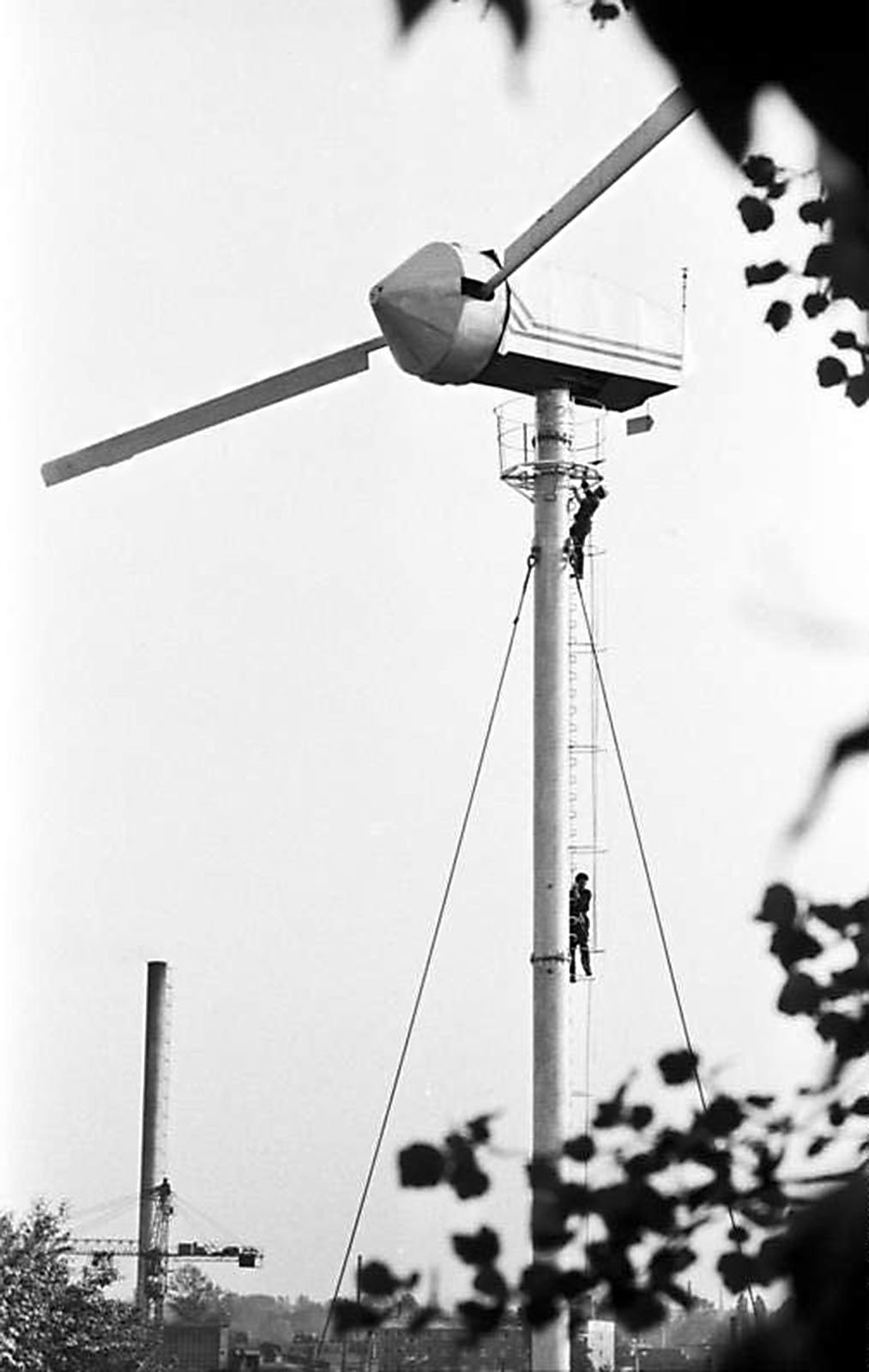
Windkraftanlage, Baujahr 1989

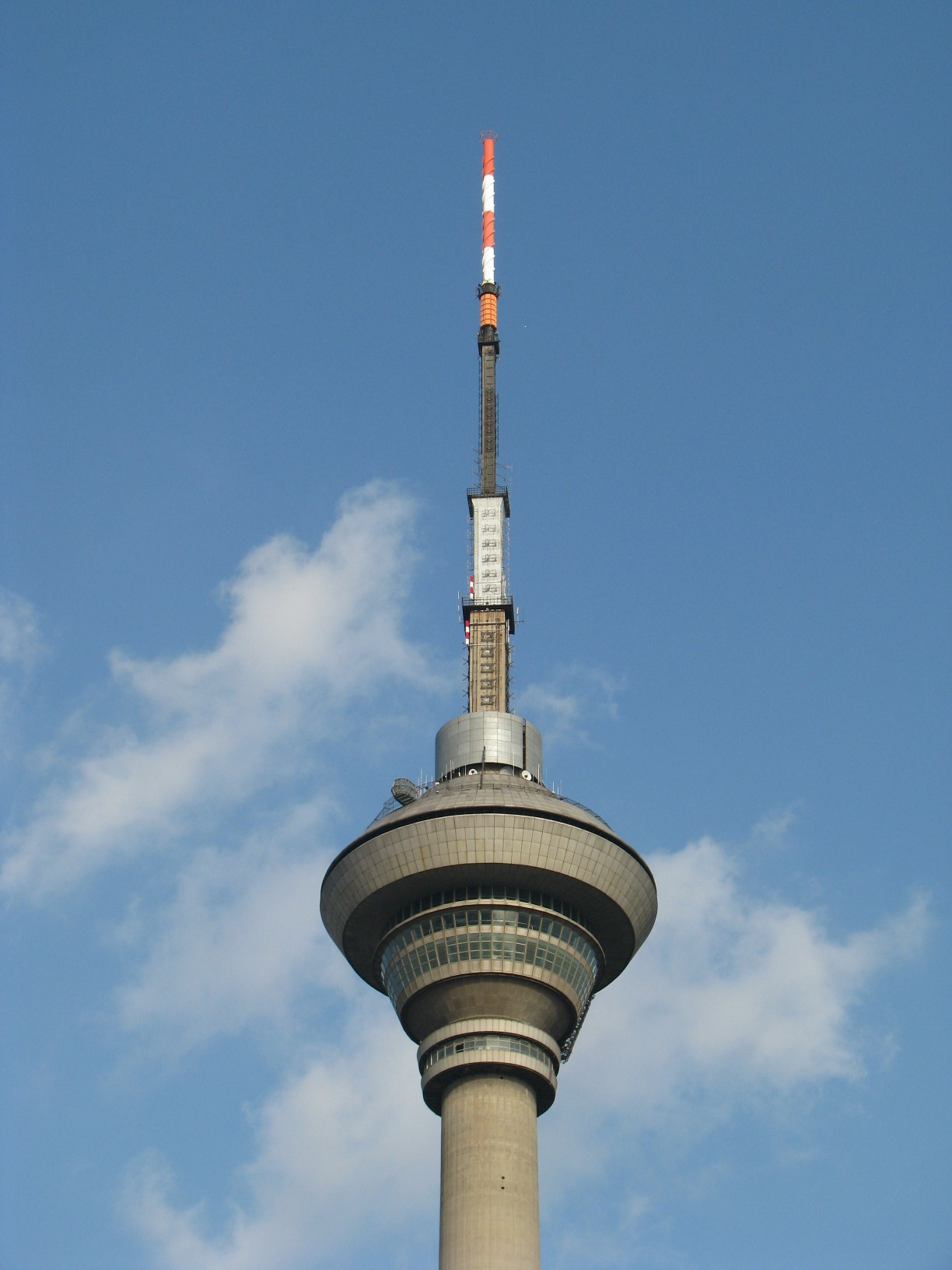
Radio- und Fernsehturm Tianjin

- Bern/Schweiz: Der CVP-Politiker Flavio Cotti übernimmt turnusgemäß das Amt des Bundespräsidenten.[1]
- Bonn/Deutschland, Wien/Österreich: In beiden Ländern tritt das UN-Kaufrecht in Kraft. Es hat Signalwirkung für die nationalen Schuldrecht-Gesetzgebungen, insbesondere bei der Modernisierung der Verbraucherrechte. In der Schweiz soll es am 1. März in Kraft treten.[2]
- Bonn/Deutschland: Elektrische Energie aus regenerativen Quellen, z. B. Wind, die der Eigentümer der Anlage nicht für sich beansprucht, muss gemäß Stromeinspeisungsgesetz künftig von Energieanbietern abgenommen und vergütet werden.[3]
- Luxemburg/Luxemburg: Das Land übernimmt von Italien den Vorsitz im Rat der Europäischen Union. Das Amt des Regierungschefs der EWG erhält, wie 1985, Jacques Santer.[4]
- New York/Vereinigte Staaten: Belgien, Ecuador, Indien, Österreich und Simbabwe werden neue nichtständige Mitglieder im Sicherheitsrat der Vereinten Nationen.[5]
- Rovaniemi/Finnland: Das Universitätscollege Lappland wird in den Rang einer Hochschule erhoben und ist damit die erste Universität im finnischen Lappland.[6]
- Sèvres/Frankreich: Das Internationale Büro für Maß und Gewicht fügt um 0.59 Uhr und 59 s Mitteleuropäischer Zeit eine Schaltsekunde in die Koordinierte Weltzeit (UTC) ein. Störende Einflüsse auf Erdbahn und -rotation ohne UTC-Korrektur hätten zur Folge, dass sich die Erde nach 90 Jahren erst mit 60 s Verzögerung an der Stelle einer kompletten jährlichen Sonnenumrundung befände.[7]
- Tianjin/China: In der bei Peking gelegenen Stadt Tianjin wird der Bau des aktuell dritthöchsten Fernsehturms der Welt abgeschlossen. Der Turm hat eine Höhe von 415 m.[8]

### Mittwoch, 2. Januar 1991
- Wien/Österreich: Die Börse startet den Aktienindex ATX, der die Kursentwicklungen der 20 größten an der Börse notierten Unternehmen abbildet.[9]

### Freitag, 4. Januar 1991
- Nördliche Sentinel-Insel/Indien: Mit dem Volk der Sentinelesen kommt erstmals in der Zeit der Moderne ein friedlicher Kontakt zustande, als der indische Anthropologe Trilok Nath Pandit im flachen Wasser vor der Insel einigen Angehörigen Kokosnüsse überreicht. Bisher verhielt sich das Jäger-und-Sammler-Volk stets feindselig und duldete keine Annäherung durch andere Menschen. Die Sentinelesen kamen wahrscheinlich vor etwa 50.000 Jahren aus Afrika auf die Insel.[10]
- Warschau/Polen: Das Parlament wählt Jan Bielecki von der Partei Liberaldemokratischer Kongress zum neuen Ministerpräsidenten. Dessen Amtsvorgänger Tadeusz Mazowiecki erklärte im Dezember 1990 nach seiner gescheiterten Kandidatur für das Amt des polnischen Präsidenten seinen Rücktritt als Ministerpräsident.[11]

### Sonntag, 6. Januar 1991
- Bischofshofen/Österreich: Der Deutsche Jens Weißflog gewinnt vor dem Österreicher Andreas Felder die 39. Vierschanzentournee.[12]

### Freitag, 11. Januar 1991
- Berlin/Deutschland: In der Nikolaikirche findet die konstituierende Sitzung des ersten Gesamtberliner Abgeordnetenhauses seit 1948 statt. Es stimmt für die Gültigkeit der Verfassung von Berlin aus dem Jahr 1950 für das gesamte Stadtgebiet. Zuvor galt sie nur in jenen Bereichen der Stadt, die ab 1945 zu den drei Berliner Sektoren der westlichen Alliierten des Zweiten Weltkriegs gehörten.[13]

### Samstag, 12. Januar 1991
- Moskau/Sowjetunion: Die vor circa 20 Monaten gegründete Nachrichtenagentur Interfax, die als erste nicht-staatliche Nachrichtenagentur des Landes gilt, setzt ihren Betrieb in den Räumlichkeiten des Obersten Sowjets der Russischen SFR fort, nachdem das staatliche Radio und Fernsehen gestern die Kontrolle über die Agentur übernehmen wollte. Dies scheiterte, als die Redakteure auszogen.[14]

### Sonntag, 13. Januar 1991

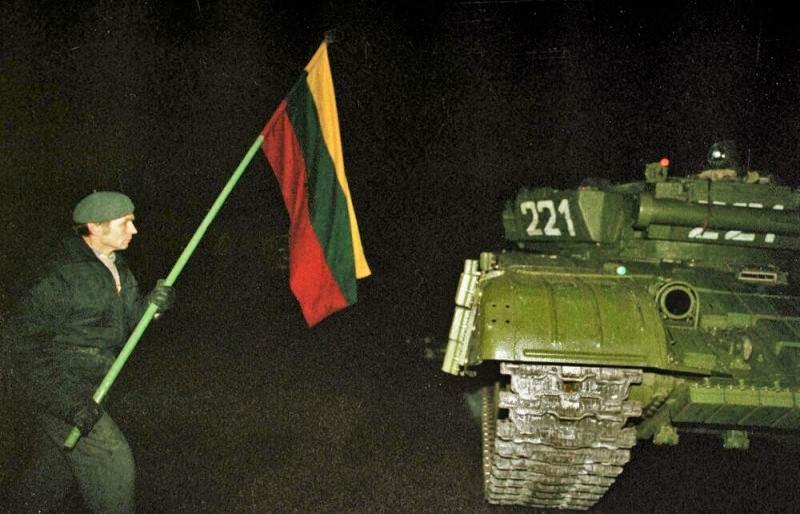
Vilnius im Januar 1991

- Vilnius/Litauen: Die Sowjetunion (UdSSR) unternahm einen letztlich gescheiterten Putsch zur Wiederherstellung ihrer politischen Macht in der Republik Litauen. Dabei wurden vierzehn Menschen getötet und mehr als 1000 Menschen verletzt. Die unbewaffneten Litauer wurden teilweise von Panzern der Sowjetarmee überrollt, teilweise erschossen.[15]Siehe auch: Januarereignisse in Litauen 1991
- Orkney/Südafrika: Während eines Fußball-Saisonvorbereitungsspiels zwischen den Kaizer Chiefs und den Orlando Pirates brechen im Oppenheimer-Stadion Randale aus, die in Folge der baulichen Situation 42 Zuschauern das Leben kosten.[16]
- Perth/Australien: Die 6. Schwimmweltmeisterschaften der FINA gehen zu Ende. Die erfolgreichste Nation sind die Vereinigten Staaten mit 29 Medaillen. Die Schwimmer aus Deutschland gewinnen 20 Medaillen, für Jörg Hoffmann in Einzeldisziplinen und Michael Groß in der Staffel reicht es jeweils zu zwei Goldmedaillen.[17]

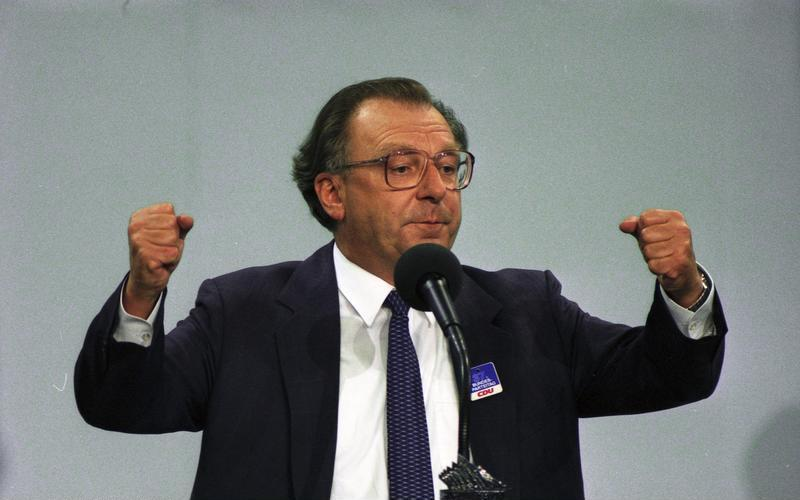
Lothar Späth

- Stuttgart/Deutschland: Lothar Späth (CDU) erklärt seinen Rücktritt vom Amt des Ministerpräsidenten von Baden-Württemberg. Ihm wird vorgeworfen, er habe eine private Ferienreise mit dem Chef des Unternehmens Standard Elektrik Lorenz unternommen und nicht bezahlen müssen, somit besteht der Verdacht auf Korruption. Zu seinem Nachfolger wird der Landtag in Kürze voraussichtlich den CDU-Politiker Erwin Teufel wählen.[18]

### Dienstag, 15. Januar 1991
- Neuseeland: Eine ringförmige Sonnenfinsternis über der Südsee verdeckt, von Neuseeland aus beobachtet, über 70 % der Sonnenscheibe.[19]

### Donnerstag, 17. Januar 1991

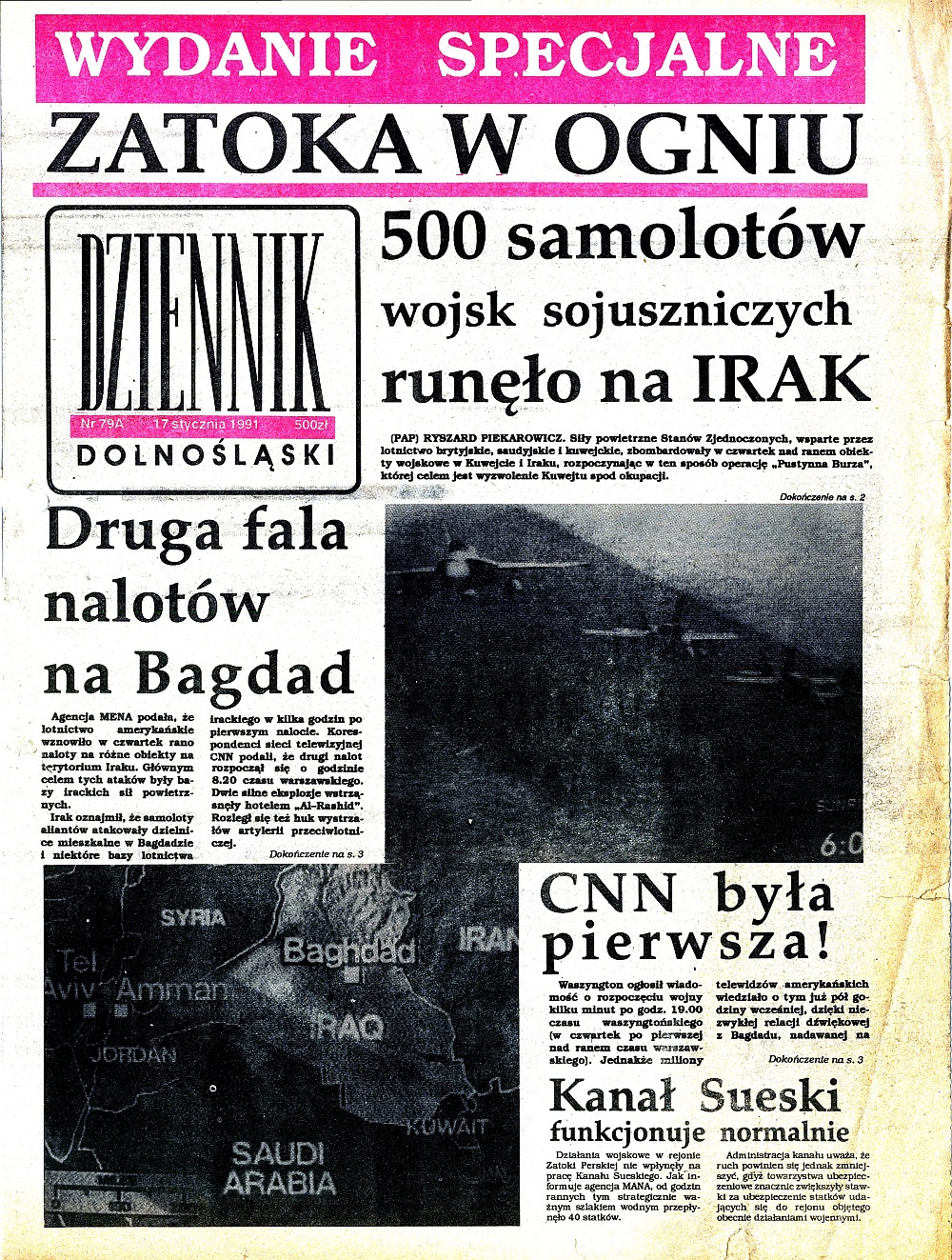
Der größte Angriff der US-Armee seit dem Vietnamkrieg beherrscht weltweit die Schlagzeilen

- Bonn/Deutschland: Die Mitglieder des Bundestags wählen Helmut Kohl (CDU) mit 378 von 662 möglichen Stimmen zum dritten Mal in einer regulären Kanzlerwahl zum Bundeskanzler. Das Votum für Kohl liegt 20 Stimmen unter der Anzahl der den Regierungsparteien CDU, CSU und FDP zugehörigen Mandatsträger.[20]
- Irak: Um 3.00 Uhr Ortszeit beginnt die „Operation Desert Storm“ (deutsch „Operation Wüstensturm“) der anti-irakischen Koalition unter Führung der Vereinigten Staaten mit massiven Luftschlägen auf Stellungen der Streitkräfte des Irak. Mehr als 750 Kampfflugzeuge und Bomber fliegen an diesem Tag rund 1.300 Angriffe. Dabei wird eine große Anzahl irakischer Flugzeuge zerstört, bevor sie in den Luftkrieg eingreifen können.[21]

### Freitag, 18. Januar 1991
- Bonn/Deutschland: Das Bundesministerium für innerdeutsche Beziehungen wird aufgelöst. Es wurde im September 1949 als „Ministerium für gesamtdeutsche Fragen“ installiert.[22]
- Dhahran/Saudi-Arabien: Ein Scud-Raketenangriff der Streitkräfte des Irak auf Saudi-Arabien löst den ersten Einsatz eines Flugabwehr-Raketensystems in einer realen Kriegssituation aus. Zwei Raketen des bereits in den 1960er Jahren entwickelten Systems MIM-104 Patriot der Streitkräfte der Vereinigten Staaten zerstören eine Scud-Rakete auf ihrem Weg durch den Osten Saudi-Arabiens im Flug.[23]

### Samstag, 19. Januar 1991
- Beverly Hills/Vereinigte Staaten: Bei der Verleihung der 48. Golden Globe Awards erhält der Film Der mit dem Wolf tanzt des amerikanischen Regisseurs Kevin Costner, der gleichzeitig die Hauptrolle übernahm, die Preise in den Kategorien Bester Kinofilm (Drama), Beste Regie und Bestes Drehbuch.[24][25]

### Sonntag, 20. Januar 1991
- Wiesbaden/Deutschland: Bei der Landtagswahl in Hessen verhindern die Wähler eine Fortsetzung der schwarz-gelben Koalition unter Führung von CDU-Ministerpräsident Walter Wallmann. CDU (40,2 %) und SPD (40,8 %) liegen annähernd gleichauf. Die Grünen verlieren gegenüber 1987 0,6 % und landen bei 8,8 % Stimmenanteil. Das ist genug für die Bildung einer neuen rot-grünen Regierung nach vierjähriger Pause.[26]

### Montag, 21. Januar 1991
- Mainz/Deutschland: Das Gipfeltreffen der Karnevalsvereine aus ganz Deutschland endet mit dem Beschluss, dass die Karnevalsumzüge in Köln, Mainz und anderen Städten wegen des Kriegs im Irak abgesagt werden. Gründe sind die Sicherheitslage in den Umzugsorten und die Tatsache, dass viele im Irak eingesetzte US-Soldaten in Deutschland stationiert sind. Die Presse spricht vom „Karneval hinter verschlossenen Türen“.[27]

### Dienstag, 22. Januar 1991
- Stuttgart/Deutschland: Nach dem Rücktritt des Ministerpräsidenten von Baden-Württemberg Lothar Späth (CDU) in Folge der Traumschiff-Affäre wählt das Landesparlament den CDU-Politiker Erwin Teufel zum neuen Chef der Regierung. 71 Mandatsträger stimmen für den Vorsitzenden der Landtagsfraktion der Union, fünf mehr als diese Abgeordnete hat.[28]

### Donnerstag, 24. Januar 1991

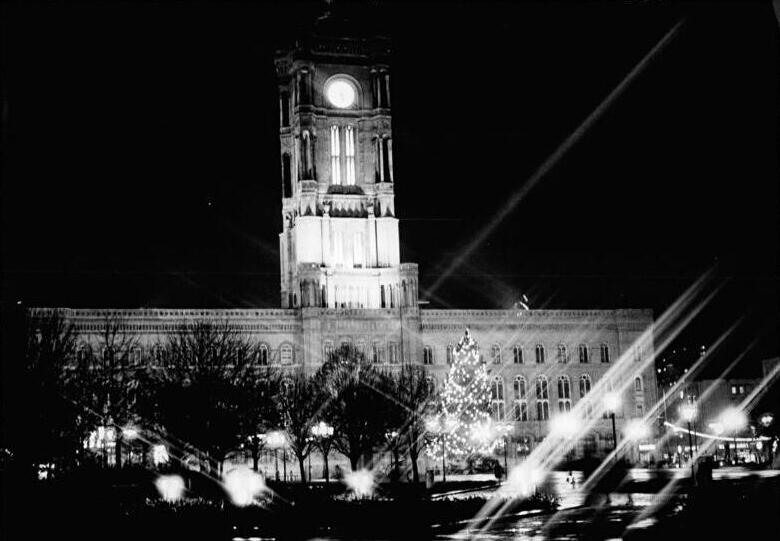
Rotes Rathaus

- Berlin/Deutschland: Die Mitglieder des Abgeordnetenhauses wählen Eberhard Diepgen (CDU) nach fast zweijähriger Unterbrechung erneut zum Regierenden Bürgermeister. In seine Amtszeit werden der beschlossene Umzug der Parlamentarier vom Rathaus Schöneberg in das Gebäude des Preußischen Landtags im Bezirk Mitte und der Umzug der Stadtverwaltung in das Rote Rathaus im gleichen Bezirk fallen.[29]

### Samstag, 26. Januar 1991
- Mogadischu/Somalia: Mohamed Siad Barre, Diktator in Somalia seit 1969, verlässt fluchtartig das Land. Größte politische Macht, allerdings ohne legitimes Mandat, besitzen nun Mohammed Farah Aidid und Ali Mahdi Mohammed, zwei rivalisierende Führer des Vereinigten Somalischen Kongresses.[30]

### Sonntag, 27. Januar 1991
- Tampa/Vereinigte Staaten: Der Super Bowl XXV im American Football zwischen den New York Giants und den Buffalo Bills endet 20:19.[31]

### Montag, 28. Januar 1991
- London/Vereinigtes Königreich: Die Association of Tennis Professionals führt den Deutschen Boris Becker erstmals auf Rang 1 ihrer Tennisweltrangliste.[32]

### Dienstag, 29. Januar 1991
- Chafdschi/Saudi-Arabien: Im Zweiten Golfkrieg gelingt es drei Divisionen des irakischen Heers, die südlich von Kuwait gelegene saudi-arabische Hafenstadt Chafdschi zu besetzen.[33]